# Las Sabanas
Las Sabanas é um município da Nicarágua, situado no departamento de Madriz. Tem 65 km² de área e sua população em 2020 foi estimada em 5.162 habitantes.